# КАМАЗ-6350
КАМАЗ-6350 — бортовой тягач повышенной проходимости, выпускается Камским автомобильным заводом (КАМАЗ) с 2003 года. Унифицированный армейский полноприводный автомобиль многоцелевого назначения семейства «Мустанг» — КАМАЗ-4350 (4 × 4), КАМАЗ-5350 (6 × 6).

## Технические характеристики
- Колёсная формула — 8 × 8
- Габариты
  - Длина, мм — 9850
  - Ширина, мм — 2500

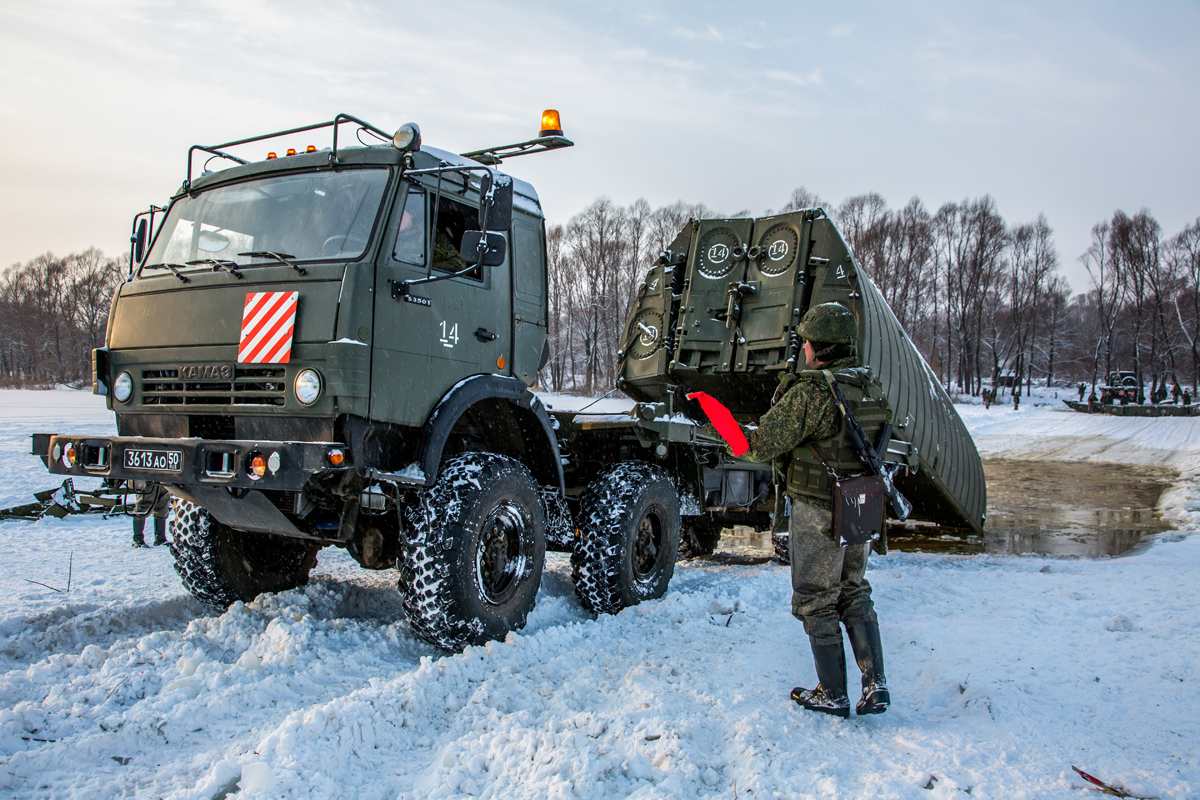
Сброс речного звена понтонного парка ПП-2005 на КАМАЗ-63501 28-й понмбр.

  - Высота по кабине/по тенту, мм — 3080/3260
  - База, мм — 1940+3340+1320
  - Колея, мм — 2050
  - Дорожный просвет, мм — 390
- Весовые параметры и нагрузки, а/м
  - Снаряженная масса а/м, кг — 12400
  - Грузоподъемность а/м, кг — 10500
  - Полная масса, кг — 22600
  - Масса буксируемого прицепа, кг — 15000
- Двигатель
  - Модель — КАМАЗ-740.50-360 (Euro-2)
  - Тип — дизельный с турбонаддувом
  - Мощность кВт(л. с.)/об/мин — 265(360)/2200
  - Максимальный крутящий момент, Н·м/кГс·м (об/мин) — 1470/1400
  - Расположение и число цилиндров — V-образное, 8
  - Рабочий объём, л — 11,76
- Коробка передач
  - Тип — механическая, шестнадцатиступенчатая ZF или восьмиступенчатая модели Камаз — 161
- Кабина
  - Тип — расположенная над двигателем
  - Исполнение — без спального места
- Колеса и шины
  - Тип колес — бездисковые
  - Тип шин — пневматические, камерные
  - Размер шин — 425/85R21
- Платформа
  - Платформа бортовая, с металлическими откидными бортами

- Общие характеристики
  - Максимальная скорость, км/ч — 95
  - Ёмкость топливных баков, л — 375
  - Угол преодол. подъема, не менее, град — 31
  - Угол преодол. косогора, не менее, град — 20
  - Наибольшая глубина преодолеваемого брода, м — 1,74
  - Наибольшая ширина преодолеваемого рва, м — 1,4
  - Наибольшая высота преодолеваемого вертикального препятствия, м — 0,55
  - Внешний габаритный радиус поворота, м — 13,9

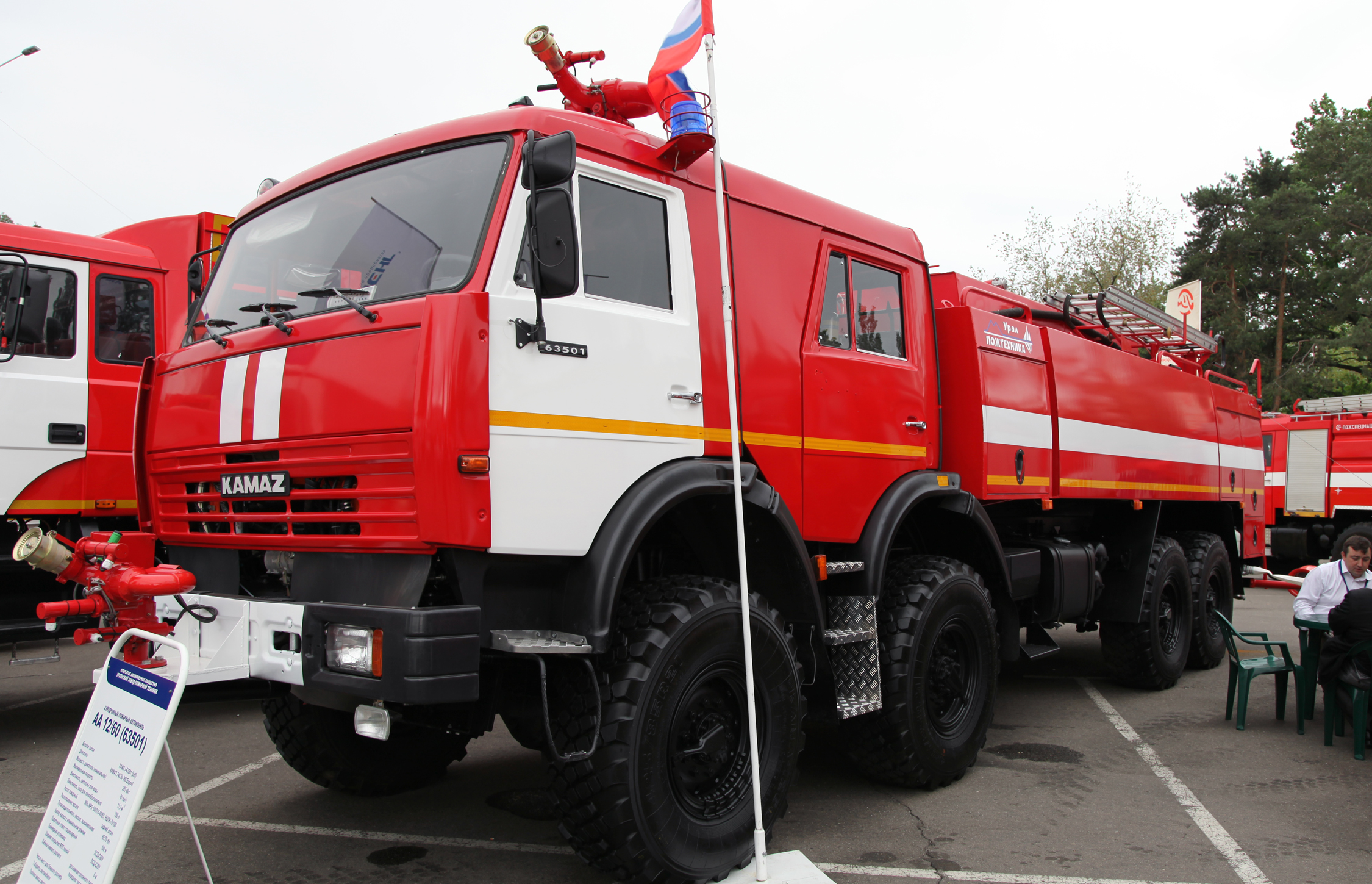
Аэродромный пожарный автомобиль АА 12/60 на шасси КАМАЗ-63501
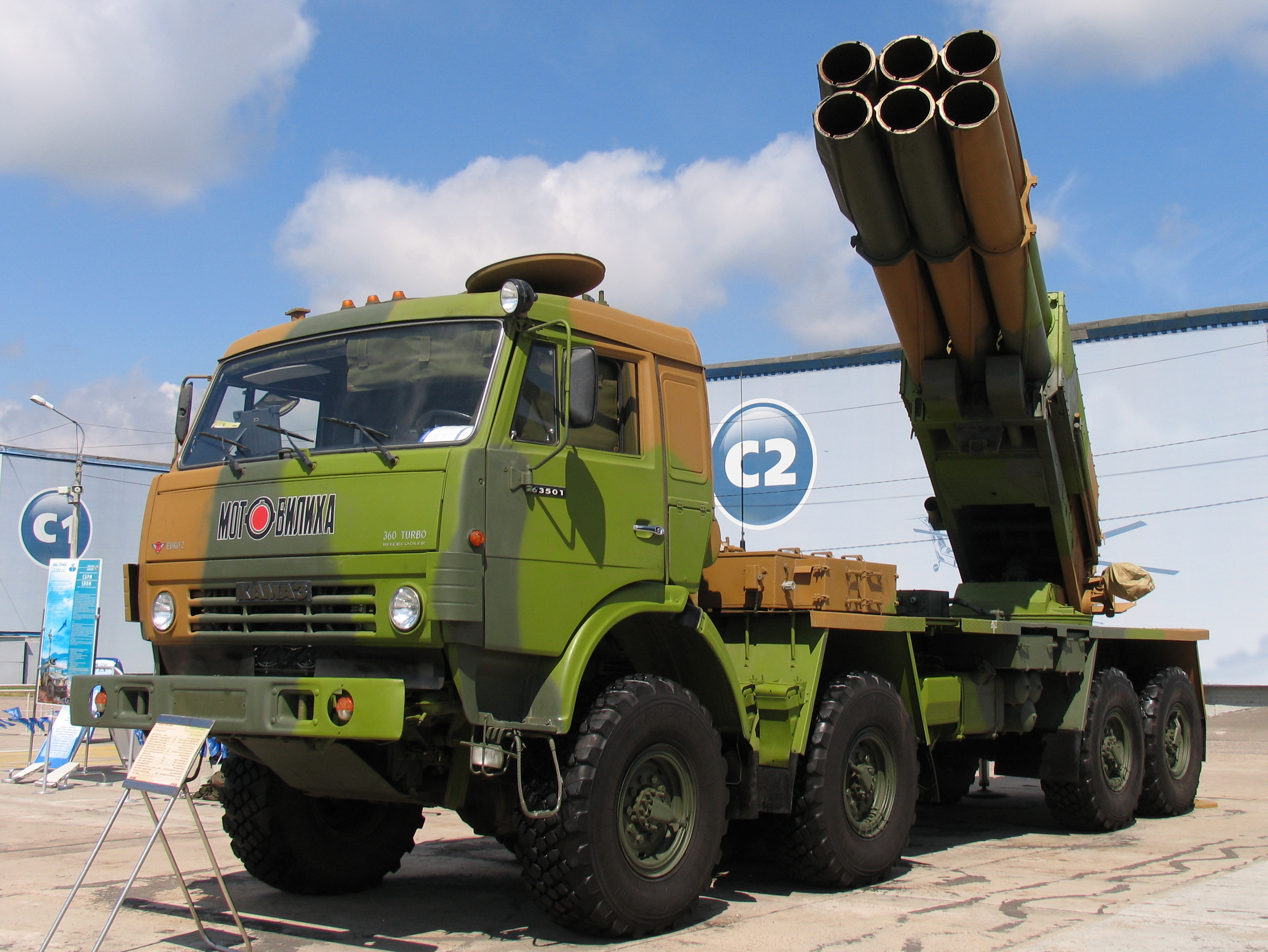
РСЗО 9А52-4 «Кама»
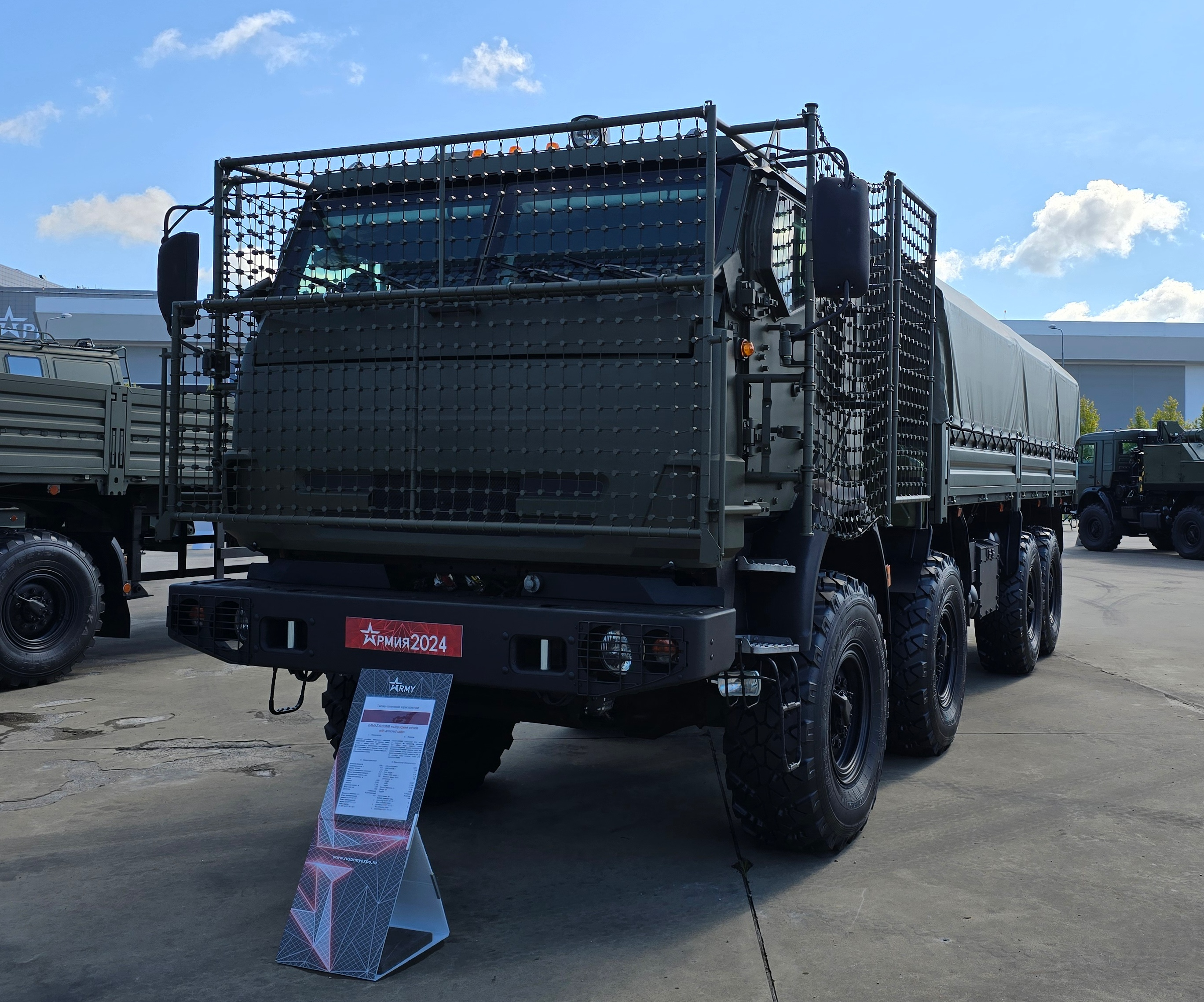
С бронекабиной.

## Эксплуатанты
- ОАЭ: КАМАЗ-6350 был на вооружении Армии ОАЭ (2006 год)[1].
- Россия[2]

## КАМАЗ-63501
КАМАЗ-63501АТ «Медведь»
КАМАЗ-63501АТ «Медведь»— вездеходное шасси общего назначения, серийно выпускаемое Камским автомобильным заводом (КАМАЗ) с 2004 года для военных и гражданских нужд. Может использоваться для размещения дополнительного оборудования в надстройке или с прицепом.
По заявлениям дилеров, модель 63501 благодаря своим внедорожным качествам завоевала признание во всём мире и является одной из лучших модификаций, выпускаемых КАМАЗом.
Кабина — трёхместная, цельнометаллическая, откидывающаяся вперёд, оборудована местами крепления ремней безопасности; по желанию заказчика может оборудоваться дополнительным спальным местом.
Вариант реактивной системы залпового огня «Смерч». На авиационно-космическом салоне «МАКС-2007» впервые был продемонстрирован опытный образец боевой машины 9А52-4 с шестиствольным пакетом направляющих в составе артиллерийской части, смонтированной на базе четырёхосного полноприводного шасси КАМАЗ-63501 (и КАМАЗ-6350). Использование такой системы позволяет рассредоточенным расчётам вести скоординированный огонь. Основная цель модернизации — повысить мобильность комплекса за счёт снижения веса и габаритов. Предполагается, что это позволит расширить экспортные возможности. Новый вариант опытного образца боевой машины, а также опытный образец транспортно-заряжающей машины были продемонстрированы в 2009 г на выставке вооружений REA-2009 в Нижнем Тагиле (Свердловская область).
Артиллерийский тягач «Медведь» на базе шасси КАМАЗ-63501, предназначен для транспортировки 152-мм гаубиц-пушек 2А65 «Мста-Б», 152-мм пушек 2А36 «Гиацинт-Б», других буксируемых артиллерийских орудий и систем массой до 12 тонн, с размещением и транспортировкой расчёта и боеприпасов. Оборудован механизмом погрузки и выгрузки (кран-манипулятор ИМ-50) грузоподъёмностью до 2 т с вылетом стрелы до 6,14 м.
Рассчитан на перевозку, кроме водителя, еще 7 человек (в кабине — 1, в обитаемом отсеке — 6). Кабина водителя, обитаемый отсек, аккумуляторные батареи, топливные баки и днище силового агрегата бронированы (5-й класс защиты).
Обитаемый отсек, фургонного типа, с термоизоляцией из «сэндвич-панелей», оснащён унифицированными с люком кабины автомобиля двумя бронированными люками в крыше отсека, обеспечивающими возможность экстренного выхода личного состава через них, а также ведения огня из личного оружия по воздушным и наземным целям, и двумя дверями. В боковых стенках предусмотрены по две герметично закрывающиеся бойницы с каждой стороны, с бронестеклами над ними. На тягаче установлены автономная отопительно-вентиляционная и фильтровентиляционная установки. Есть приспособления для крепления личного оружия, для универсального зарядного устройства с питанием от бортовой сети и две розетки на 24 В. Имеется переговорное устройство между кабиной и обитаемым отсеком. Также, оборудованы 4 откидных лежака, размещенных в 2 яруса, столик и два дополнительных сидения, имеется бак для питьевой воды ёмкостью не менее 10 л.
Впервые представлялся публике в 2006 году на Международной выставке продукции военного назначения сухопутных войск МВСВ-2006 («REA-2006»). Артиллерийский тягач принят на снабжение Вооружённых сил Российской Федерации приказом начальника главного автобронетанкового управления МО РФ от 1 октября 2009 года № 665. К настоящему времени производство освоено серийно.